# Orvosegyetem SC
Az Orvosegyetem Sport Club (OSC) 1957-ben a Semmelweis Orvostudományi Egyetem sportegyesületeként alakult meg.
Sportolói elsősorban a névadó egyetem hallgatói és dolgozói köréből kerülnek ki. A több mint négy évtized alatt megbecsült, nemzetközileg is elismert egyesület lett.
1997-ben – egyetértésben az egyetem vezetésével – döntő elhatározásra jutott az egyesület vezetősége: az OSC egyetemi jellegének megőrzésével nyitott egyfelől az orvos-és gyógyszerész társadalom felé, másfelől a prevenció, az életmódkultúra és szabadidősport irányába. Létrejött az ország első és máig egyetlen, egy teljes szakmát országos szinten képviselő sportegyesülete. Így kapta az egyesület az Orvosegyetem–Orvos-Gyógyszerész – Sport Club (OSC) nevet.
A 2010. évben elfogadott alapszabályzat szerint az egyesület új neve: Orvosegyetem Sport Club (OSC).
Az OSC jelentős szerepet játszik sportágak utánpótlás-nevelésében, valamint a gyermek és felnőtt lakosság szabadidősportjának megszervezésében.

## Vízilabda
A szakosztályt 1961-ben hozták létre. A csapat az első szezonjában megnyerte a Budapest elsőosztályú bajnokságot. 1962-ben hetedik volt az OB II-ben. 1963-ban megnyerte a másodosztályt.
Jelenleg a magyar első osztályban szerepel. A magyar bajnokságot 7, a magyar kupát 2, a bajnokok ligáját 2 (1973, 1979), a LEN-szuperkupát pedig 1 alkalommal (1979) nyerte meg. A KEK-ben egy alkalommal játszhatott döntőt (1976).
2021 novemberétől csapat új neve: Genesys OSC-Újbuda.
A 2020-2021-es szezonban bejutott a csapat a LEN-Európa-kupa döntőjébe, de ott alulmaradt a Szolnokkal szemben.

### Keret
2024–25-ös szezon
| №  | Nemzetiség | Játékos             | Születési idő                  | Poszt          | L/R |
| 1  | HUN        | Bisztritsányi Dávid | 1985. június 7. (39 éves)      | Kapus          |     |
| 2  | HUN        | Bundschuh Erik      | 1989. július 14. (35 éves)     | Bekk           |     |
| 3  | HUN        | Erdélyi Balázs      | 1990. február 16. (35 éves)    | Szélső, átlövő |     |
| 4  | MNE        | Draško Brguljan     | 1984. december 27. (40 éves)   |                |     |
| 5  | SRB        | Nemanja Ubović      | 1991. február 24. (34 éves)    | Center         |     |
| 6  | SVK        | Lukáš Seman         | 1987. október 6. (37 éves)     | Bekk / Center  |     |
| 7  | HUN        | Salamon Ferenc      | 1988. november 11. (36 éves)   |                |     |
| 8  | HUN        | Tóth Márton         | 1985. szeptember 28. (39 éves) | Center, szélső |     |
| 9  | SRB        | Sava Ranđelović     | 1993. július 17. (31 éves)     | Bekk           |     |
| 10 | HUN        | Szabó Balázs        | 1990. május 8. (34 éves)       |                |     |
| 11 | HUN        | Szalai Márk Gábor   | 2001. július 6. (23 éves)      | Kapus          |     |
| 12 | HUN        | Hárai Balázs        | 1987. április 5. (37 éves)     | Center         |     |
| 13 | HUN        | Kovács Gergő        | 1995. szeptember 2. (23 éves)  |                |     |
| 14 | HUN        | Grieszbacher Márk   | 2000. június 21. (24 éves)     | Kapus          |     |
| 15 | HUN        | Manhercz Krisztián  | 1997. február 6. (28 éves)     | Szélső         |     |
| 16 | MNE        | Aleksa Ukropina     | 1998. szeptember 28. (26 éves) |                |     |
| 17 | HUN        | Burián Gergely      | 1998. március 12. (27 éves)    |                |     |

| Szakmai stáb | Szakmai stáb  |
| ------------ | ------------- |
| Vezetőedző   | Kovács Róbert |
| Másodedző    | HUN           |

### Átigazolások(2024-25)
| Érkezők: - Gyárfás Tamás (BVSC-Zugló) - Mészáros Csaba (BVSC-Zugló) - Pető Attila (Szolnoki VSC) | Távozók: - Varga Dániel (vezetőedző) (BVSC-Zugló-ba) - Salamon Ferenc (Egri VK-ba) - Hárai Balázs (??) - Grieszbacher Márk (??) - Vigvári Vince (CN Atlètic-Barceloneta-ba - Vass Bence ?? |

### Sikerei

#### Hazai
- E.ON férfi OB I
  - Bajnok (7): (1969, 1970, 1971, 1972, 1973, 1974, 1978)
- Magyar kupa
  - Kupagyőztes (2): (1970, 1974)
  - 2. hely (6): (2014, 2017, 2019, 2021, 2022, 2022)

#### Nemzetközi
- LEN-bajnokok ligája
  - 1. hely (2): (1973, 1979)
  - 2. hely (2): (1974, 1975)
- LEN-szuperkupa
  - 1. hely (1): (1979)
- LEN-kupagyőztesek Európa-kupája
  - 2. hely (1): (1976)
- LEN-Európa-kupa
  - 2. hely (1): 2020–21[2]

### Vezetőedzők
- Bartalis István (1963–1966)
- Vértesy József (1967)
- id. Szívós István (1968–1970)[3]
- Mayer Mihály (1970–1974)
- Katona András (1974–1976)[4]
- Konrád János (1977–1980)[5]
- Kemény Ferenc (1981–1982)[6]
- Györe Lajos és Furman Jenő (1983–1985)[7]
- Bodnár János (1985–1987)[8]
- Kunos Gyula (1987–1988)[9]
- Furman Jenő (1989)
- Faragó Tamás (1990)[10]
- Tóth Béla (1990–1991)[11]
- Furman Jenő (1991)
- Budavári Imre (1992–1993)[12]
- Sudár Attila (1993)[13]
- Konrád Sándor mb. (1994)
- Furman Jenő és Pázmány Gábor (1994)
- Bátori György (1994–1997)[14]
- Mohácsi Attila (1997–1999)
- Horváth János (2000–2002)
- Keszthelyi Tibor (2002–2004)
- Fekete Szilveszter (2004–2005)[15]
- Ábrahám István (2005–2006)
- Bíró Attila (2006–2012)[16]
- Becsey Péter (2012–2014)[17]
- Petik Attila mb. (2014)
- Vincze Balázs (2014–2017)[18]
- Tóth László (2017)[19]
- Petik Attila (2017–2018)[20]
- Tóth László (2018)[21]
- Vad Lajos (2018–2020)[22]
- Varga Dániel (2020–2024)[23]